# Арончик, Юдифь Самойловна
Юдифь Самойловна Аро́нчик (1908—1993) — белорусская актриса и режиссёр, заслуженная артистка Белорусской ССР (1938).

## Биография
Родилась в 1908 году.
В 1918, из-за кончины отца ей пришлось бросить учёбу, а в 1920 была отдана в детский дом.
Окончила Белорусскую драматическую студию в Москве (1926).
С 1924 работала в Государственном еврейском театре БССР БелГОСЕТ совместно с мужем Марком Моиным.
В 1950—1960 — актриса Театра драмы и комедии при Белгосэстраде.
С 1970 — режиссёр Народного театра мимики и жеста Республиканского Дворца культуры «Белорусское общество глухих».

### Государственный еврейский театр БССР
- «Фуэнте овехуна» Лопе де Вега — Лауренсия
- «Трактирщица» К. Гольдони — Мирандолина
- «Без вины виноватые» А. Н. Островского — Елена Ивановна Кручинина
- «Вальпоне» — Коломба
- Свадьба в Касриловке — Торговка
- «Тевье-молочник» — Годл
- «Рекрут» — Рохеле
- «Бар-Кохба» — Пнина

### Театр драмы и комедии
- «Поют жаворонки» К. Крапивы — Морозова Вера Павловна
- «Извините, пожалуйста!» — Антонина Тимофеевна
- «Мачеха» — Мачеха

## Семья

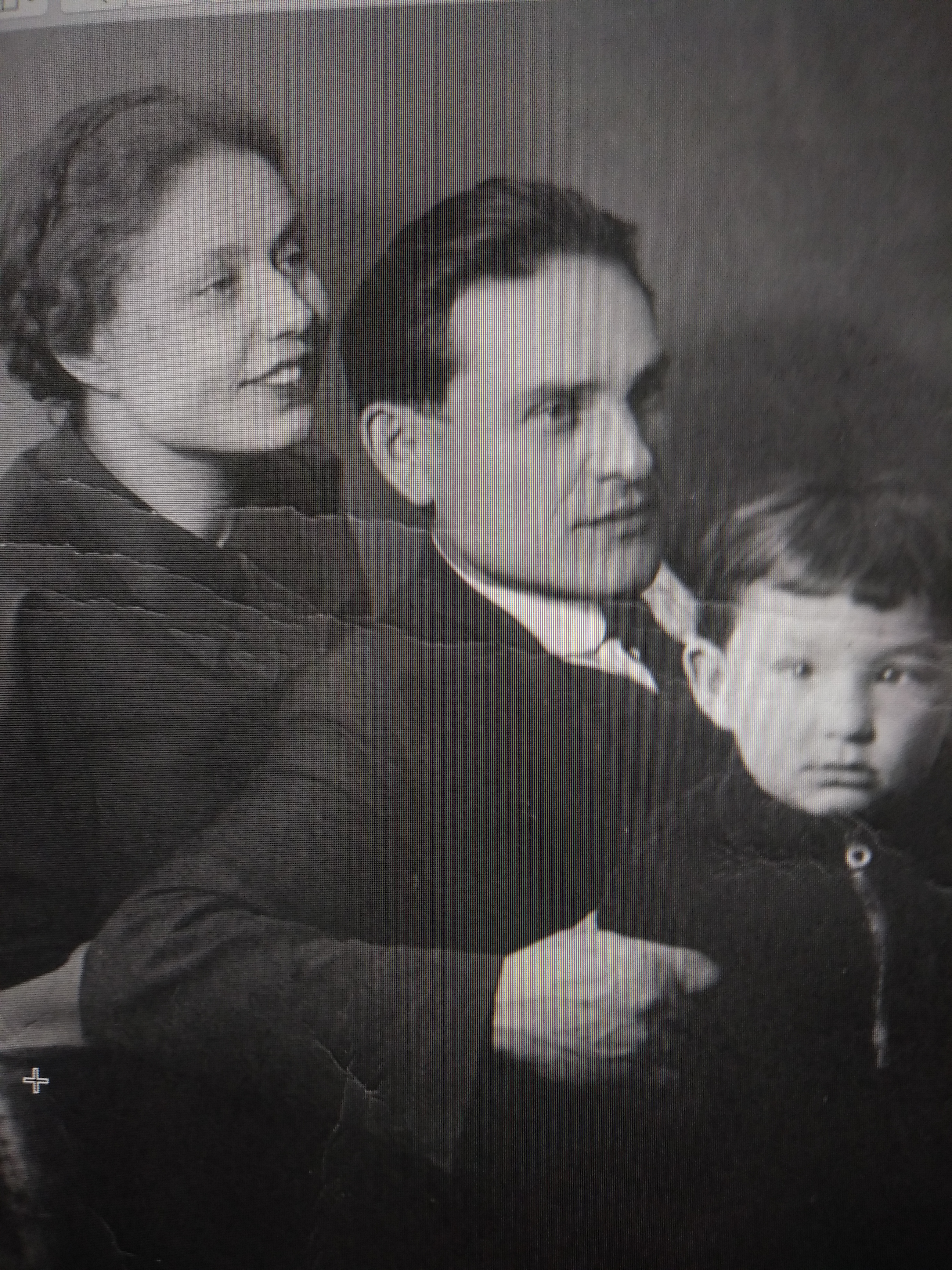
Юдифь Арончик с мужем Марком и сыном Виктором. Групповой фотопортрет, 1938

- Муж — Марк Михайлович Моин (1903—1969) — советский театральный актёр и режиссёр, заслуженный артист Белорусской ССР (1940)
  - Сын — Виктор

## Награды
- Орден Трудового Красного Знамени (20.06.1940) — за выдающиеся заслуги в деле развития белорусского театрального и музыкального искусства